# حمله ۱۴۰۲ حرم شاهچراغ
حمله به حرم شاهچراغ یک حملهٔ مسلحانه در محوطهٔ حرم شاهچراغ شیراز بود که در ۲۲ مرداد ۱۴۰۲ اتفاق افتاد. در این حمله یک نفر از خادمان و یکی از محافظان حرم کشته و هفت نفر دیگر زخمی شدند. این دومین حمله به شاهچراغ در کمتر از یک سال بود.
خبرگزاری‌های جمهوری اسلامی ایران، در ساعات اولیهٔ حادثه اعلام کردند که یک نفر از عوامل حملهٔ تروریستی به شاهچراغ توسط نیروهای امنیتی دستگیر شده است. تسنیم بر اساس «شنیده‌ها» از منابع خود نوشته که مهاجم دستگیر شده، «تاجیک‌تبار و اهل ولایت بدخشان» است. روز بعد رئیس‌کل دادگستری استان فارس اعلام کرد ۱۰ مظنون بازداشت شدند و همهٔ آن‌ها «اتباع خارجی» هستند. اما رمضان شریف، سخنگوی سپاه پاسداران، ملیت افغانستانی عامل را تکذیب کرد. محمدهادی ایمانیه، استاندار فارس، داعش را مسئول این حمله دانست. به گفتهٔ او، مهاجمان در پی «انتقام اعدام دو تروریست» بودند که به علت حملهٔ سال قبل به شاهچراغ محکوم شده بودند.
رئیس کل دادگستری فارس ۲۶ مرداد ۱۴۰۲ از شناسایی عوامل و دستگیری ۲۰ نفر و اینکه «تروریست حادثهٔ شاهچراغ حدود ۲۵ سال سن دارد و تاجیک است» خبر داد.

## واکنش‌ها
- اتحادیه اروپا پیتر استانو، سخنگوی مسئول سیاست خارجی اتحادیهٔ اروپا در پیامی گفت: «اتحادیهٔ اروپا حملهٔ تروریستی روز یکشنبه به حرم شاهچراغ در شیراز را قاطعانه محکوم می‌کند».[۱۰]
- روسیه وزارت امور خارجهٔ روسیه با انتشار بیانیه‌ای اعلام کرد که «طرف روسی حملهٔ تروریستی وحشیانه را قویاً محکوم می‌کند و با خانواده‌هایی که بستگانشان با این فاجعه مواجه شده‌اند ابراز همدردی صمیمانه می‌کند. امیدواریم که عاملان این جنایت مجازات شوند».[۱۱]
- سوریه وزارت امور خارجهٔ سوریه در بیانیه‌ای حملهٔ مسلحانه به حرم شاهچراغ را محکوم کرد و در ادامهٔ این بیانیه افزود که «سوریه بار دیگر حمایت خود را از جمهوری اسلامی ایران در اقداماتی که در قبال اقدامات تروریستی انجام می‌دهد، اعلام می‌کند و صمیمانه به خانواده‌های قربانیان تسلیت می‌گوید و برای مجروحان نیز آرزوی بهبودی عاجل دارد».[۱۲]
- عراق دولت عراق با انتشار بیانیه‌ای حملهٔ مسلحانه به حرم شاهچراغ را محکوم کرد و در بیانیهٔ خود بر مخالفت با تروریسم در تمام اشکال آن و نیز ایستادن در کنار جامعه بین‌المللی برای مقابله با تروریسم تأکید کرد.[۱۳]
- فرانسه وزارت امور خارجهٔ فرانسه با انتشار بیانیه‌ای حملهٔ مسلحانه به حرم شاهچراغ در شیراز را حادثه‌ای «تروریستی» خواند و اظهار داشت «فرانسه به خانوادهٔ قربانیان تسلیت می‌گوید و با مجروحان ابراز همدردی می‌کند».[۱۴]